# 日本学生武術太極拳連盟
日本学生武術太極拳連盟（にほんがくせいぶじゅつたいきょくけんれんめい）は、大学における武術太極拳の部やサークル団体にて構成される連盟である。1997年12月発足。社団法人日本武術太極拳連盟に加盟している。 

## 目的
武術太極拳の理念を学び、技術を研鑽し、健全な心身の維持向上を図り、相互の友好を深め、大学教育の一環として武術太極拳の普及、発展をめざす。

## 加盟団体
- 国際基督教大学太極拳倶楽部
- 愛知大学中国武術部
- 早稲田大学太極拳クラブ
- 聖心女子大学太極拳部
- 実践女子大学太極拳同好会
- 麗澤大学武術太極拳部
- 中央大学太極拳同好会
- 神戸松蔭女子学院大学太極拳クラブ
- 神戸女学院大学武術太極拳同好会
- 追手門学院大学中国武術部
- 四国大学中国武術太極拳クラブ
- 東洋大学太極拳クラブ